# Gablenzbach (Chemnitz)
Der Gablenzbach ist ein Bach in Chemnitz.

## Verlauf
Der Gablenzbach entspringt auf Höhe der Shakespearestraße unterhalb der B 174. Am Waldrand verlaufend, fließt er Am Schösserholz vorbei, wo dieser auf die Hermersdorfer Straße trifft, die zur Adelsberger Straße wird. Ab der Geibelstraße folgt der weitere Verlauf unterirdisch der Augustusburger Straße ins Chemnitzer Stadtzentrum. Die Mündung erfolgt in die Chemnitz unterhalb der Rochlitzer Straße.